# Kanton Virieu-le-Grand
Virieu-le-Grand is een voormalige kanton van het Franse departement Ain. Het kanton maakte deel uit van het arrondissement Belley.

## Geschiedenis
Op 22 maart 2015 werd het kanton opgeheven. De gemeente Armix werd opgenomen in het kanton Hauteville-Lompnes, de overige gemeenten in het kanton Belley.

## Gemeenten
Het kanton Virieu-le-Grand omvatte de volgende gemeenten:
- Armix
- La Burbanche
- Ceyzérieu
- Cheignieu-la-Balme
- Contrevoz
- Cuzieu
- Flaxieu
- Marignieu
- Pugieu
- Rossillon
- Saint-Martin-de-Bavel
- Virieu-le-Grand (hoofdplaats)
- Vongnes